# Terry Williams
Terry Williams (Swansea, Gales, Reino Unido, 11 de enero de 1948) es un baterista de rock británico. Miembro de las bandas Man, Rockpile y Dire Straits a lo largo de los años 1970 y 1980.

## Biografía
En los años 60, colaboró con bandas como The Smokeless Zone y Dream. A lo largo de la década de los 70, Terry se convirtió en colaborador habitual de Dave Edmunds y Nick Lowe. Esto acabaría materializándose en la formación del grupo Rockpile que publicó un álbum en 1980, llamado Seconds of Pleasure.
Paralelamente a esto, Terry pasó a formar parte del grupo Man a lo largo de toda la década de los 70. Finalmente, tras la disolución de Man y Rockpile, Terry pasó a formar parte de Dire Straits, sustituyendo a Pick Withers, que también había sido un colaborador habitual de Dave Edmunds en los 70. El toque de Terry Williams le dio a la banda un tono más desenfadado y alegre que el de Withers. Williams continuó en la banda hasta 1989.
En su larga carrera ha colaborado, entre otros, con Meat Loaf, Tina Turner, BB King y Chuck Berry.
Hasta 2007 regentó un club de blues en su ciudad natal, Swansea.

## Discografía

### Man
- Man (1970)
- Do You Like It Here, Are You Settling In? (1971)
- Be Good to Yourself at Least Once a Day (1972)
- Live at the Padget Rooms, Penarth [DIRECTO] (1972)
- Back into the Future (1974)
- Rhinos, Winos and Lunatics (1975)
- Slow Motion (1975)
- Maximum Darkness (1976)
- Welsh Connection (1976)
- All's Well That Ends Well (1977)

### Rockpile
- Seconds of Pleasure (1980)

### Dire Straits
- Extended Dance (1983)
- Alchemy: Dire Straits Live (1984)
- Brothers In Arms (1985)
- Money for Nothing (1988)
- Sultans of Swing: The Very Best of Dire Straits (1998)
- Private Investigations: The Best of Dire Straits & Mark Knopfler (2005)